# Église Saint-Martin d'Anguerny
Pour les articles homonymes, voir Église Saint-Martin.
L'église Saint-Martin est une église catholique située à Anguerny, en France.

## Localisation
L'église est située dans le département français du Calvados, dans le bourg d'Anguerny.

## Historique
Le clocher est classé au titre des monuments historiques depuis le 21 mai 1910.

## Architecture

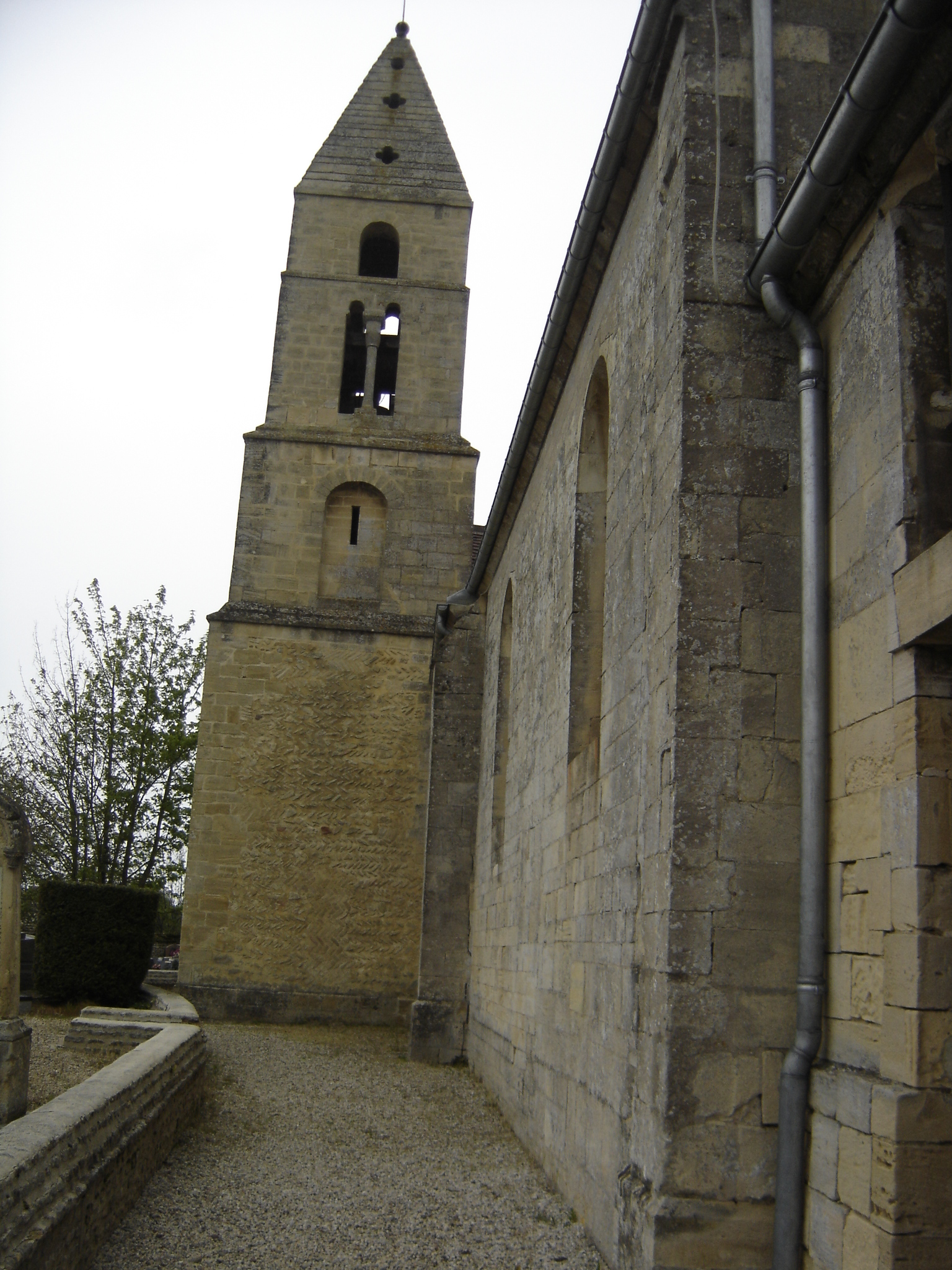
Le clocher.